# Rose Bowl
A Rose Bowl egy nyitott amerikaifutball-stadion Kalifornia állambeli Pasadenában, az USA-ban. A Rose Bowl leginkább főiskolai futball mérkőzések helyszíneként ismert, az évente megrendezendő Rose Bowl Game kapcsán. A nevét is innen kapta.
Az 1984. évi nyári olimpiai játékok, az 1994-es labdarúgó-világbajnokság és az 1999-es női labdarúgó-világbajnokság egyik helyszíne volt. Emellett rendeztek öt Super Bowl-t, számos CONCACAF-aranykupa találkozót és az USA labdarúgó-válogatottja is több alkalommal játszott itt. Férőhelyek száma a felújításokat követően: 90 888 és mind ülőhely.

## Események

### Super Bowl
| Dátum       | Super Bowl | Csapat           | Eredmény | Csapat              | Nézők   |
| ----------- | ---------- | ---------------- | -------- | ------------------- | ------- |
| 1977.01.09. | XI         | Oakland Raiders  | 32–14    | Minnesota Vikings   | 103 438 |
| 1980.01.20. | XIV        | Los Angeles Rams | 19–31    | Pittsburgh Steelers | 103 985 |
| 1983.01.30. | XVII       | Miami Dolphins   | 17–27    | Washington Redskins | 103 667 |
| 1987.01.25. | XXI        | Denver Broncos   | 20–39    | New York Giants     | 101 063 |
| 1993.01.31. | XXVII      | Buffalo Bills    | 17–52    | Dallas Cowboys      | 98 374  |

### 1984. évi nyári olimpiai játékok
| Dátum       | Időpont UTC–8 | Pályaválasztó | Eredmény   | Vendég           | Forduló       | Nézők   |
| ----------- | ------------- | ------------- | ---------- | ---------------- | ------------- | ------- |
| 1984.07.29. | 19.00         | Olaszország   | 1–0        | Egyiptom         | D csoport     | 37 430  |
| 1984.07.30. | 19.00         | Brazília      | 3–1        | Szaúd-Arábia     | C csoport     | 40 799  |
| 1984.07.31. | 19.00         | Olaszország   | 1–0        | Egyesült Államok | D csoport     | 63 624  |
| 1984.08.01. | 19.00         | Marokkó       | 1–0        | Szaúd-Arábia     | C csoport     | 36 909  |
| 1984.08.02. | 19.00         | Costa Rica    | 1–0        | Olaszország      | D csoport     | 41 291  |
| 1984.08.03. | 19.00         | Marokkó       | 0–2        | Brazília         | C csoport     | 49 355  |
| 1984.08.05. | 19.00         | Franciaország | 2–0        | Egyiptom         | Negyeddöntő   | 66 228  |
| 1984.08.08. | 18.15         | Franciaország | 4–2 (h.u.) | Jugoszlávia      | Elődöntő      | 97 451  |
| 1984.08.10. | 19.00         | Olaszország   | 1–2        | Jugoszlávia      | Bronzmérkőzés | 100 374 |
| 1984.08.11. | 19.00         | Franciaország | 2–0        | Brazília         | Döntő         | 101 799 |

### 1994-es világbajnokság
| Dátum       | Időpont UTC–8 | Pályaválasztó    | Eredmény       | Vendég      | Forduló       | Nézők  |
| ----------- | ------------- | ---------------- | -------------- | ----------- | ------------- | ------ |
| 1994.06.08. | 16.30         | Kolumbia         | 1–3            | Románia     | A csoport     | 91 856 |
| 1994.06.19. | 16.30         | Kamerun          | 2–2            | Svédország  | B csoport     | 93 194 |
| 1994.06.22. | 16.30         | Egyesült Államok | 2–1            | Kolumbia    | A csoport     | 93 869 |
| 1994.06.26. | 13.00         | Egyesült Államok | 0–1            | Románia     | A csoport     | 93 869 |
| 1994.07.03. | 13.00         | Románia          | 3–2            | Argentína   | Nyolcaddöntők | 90 469 |
| 1994.07.13. | 16.30         | Svédország       | 0–1            | Brazília    | Elődöntő      | 91 856 |
| 1994.07.16. | 12.30         | Svédország       | 4–0            | Bulgária    | Bronzmérkőzés | 91 500 |
| 1994.07.17. | 12.30         | Brazília         | 0–0 (t.u. 3–2) | Olaszország | Döntő         | 94 194 |

### Copa América Centenario
| Dátum       | Időpont UTC–8 | Pályaválasztó | Eredmény | Vendég   | Forduló   | Nézők  |
| ----------- | ------------- | ------------- | -------- | -------- | --------- | ------ |
| 2016.06.04. | 19.00         | Brazília      | 0–0      | Ecuador  | B csoport | 53 158 |
| 2016.06.07. | 19.30         | Kolumbia      | 2–1      | Paraguay | A csoport | 42 766 |
| 2016.06.09. | 19.00         | Mexikó        | 2–0      | Jamaica  | C csoport | 82 263 |

## Galéria

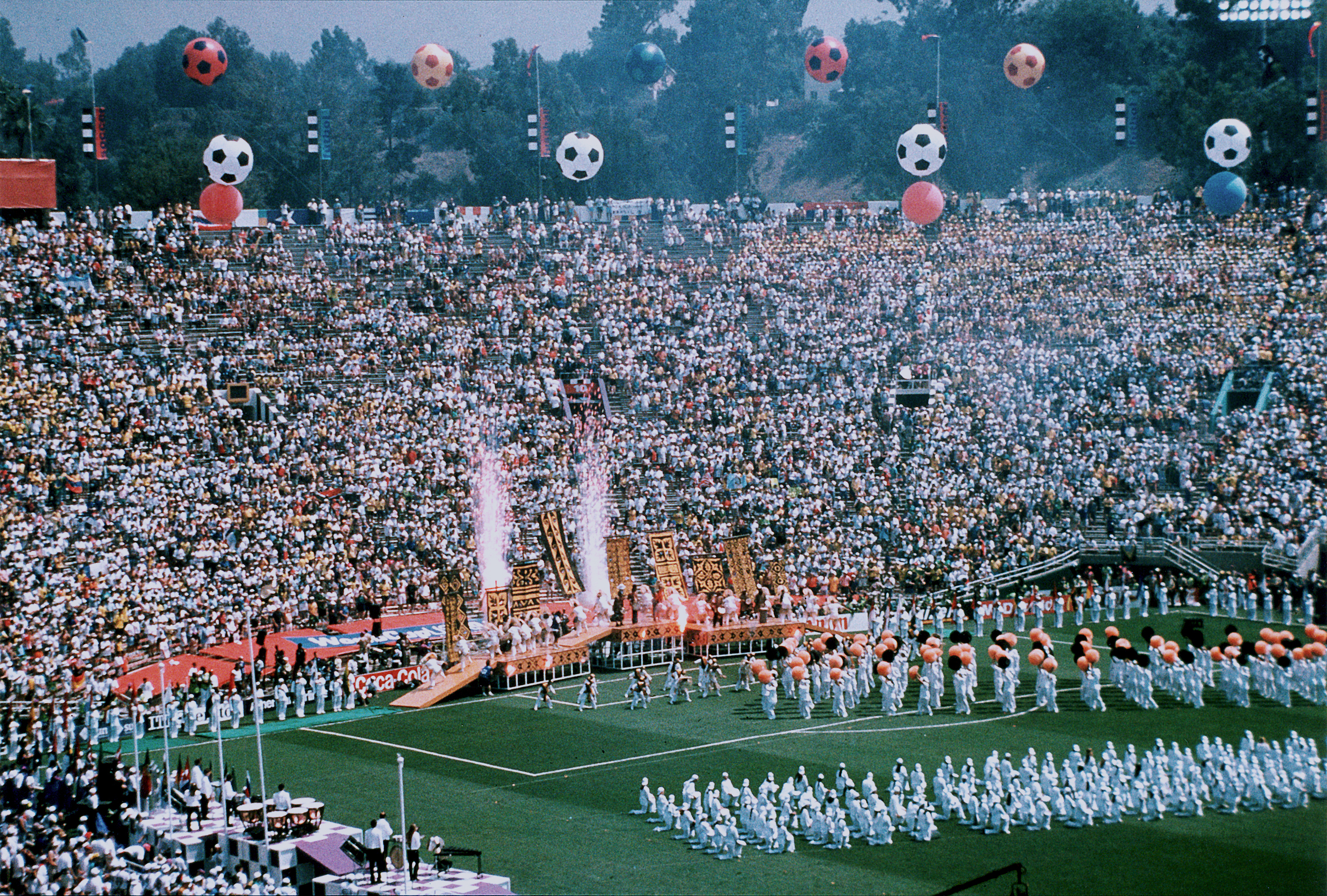
Az 1994-es labdarúgó-világbajnokság nyitóünnepsége
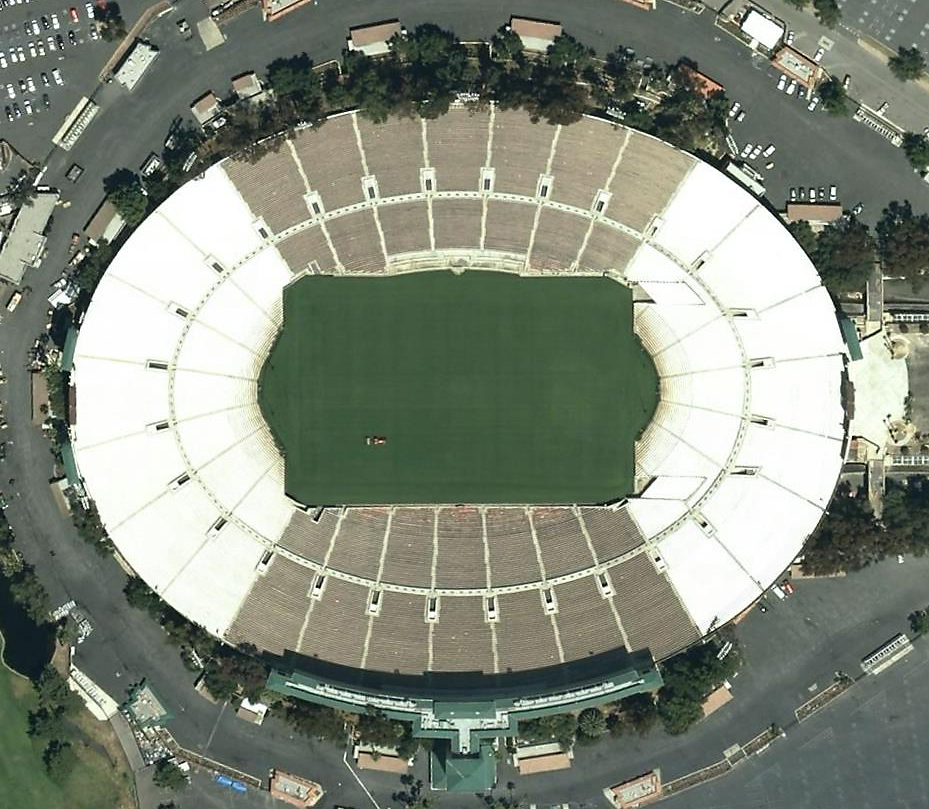
A stadion felülnézetből
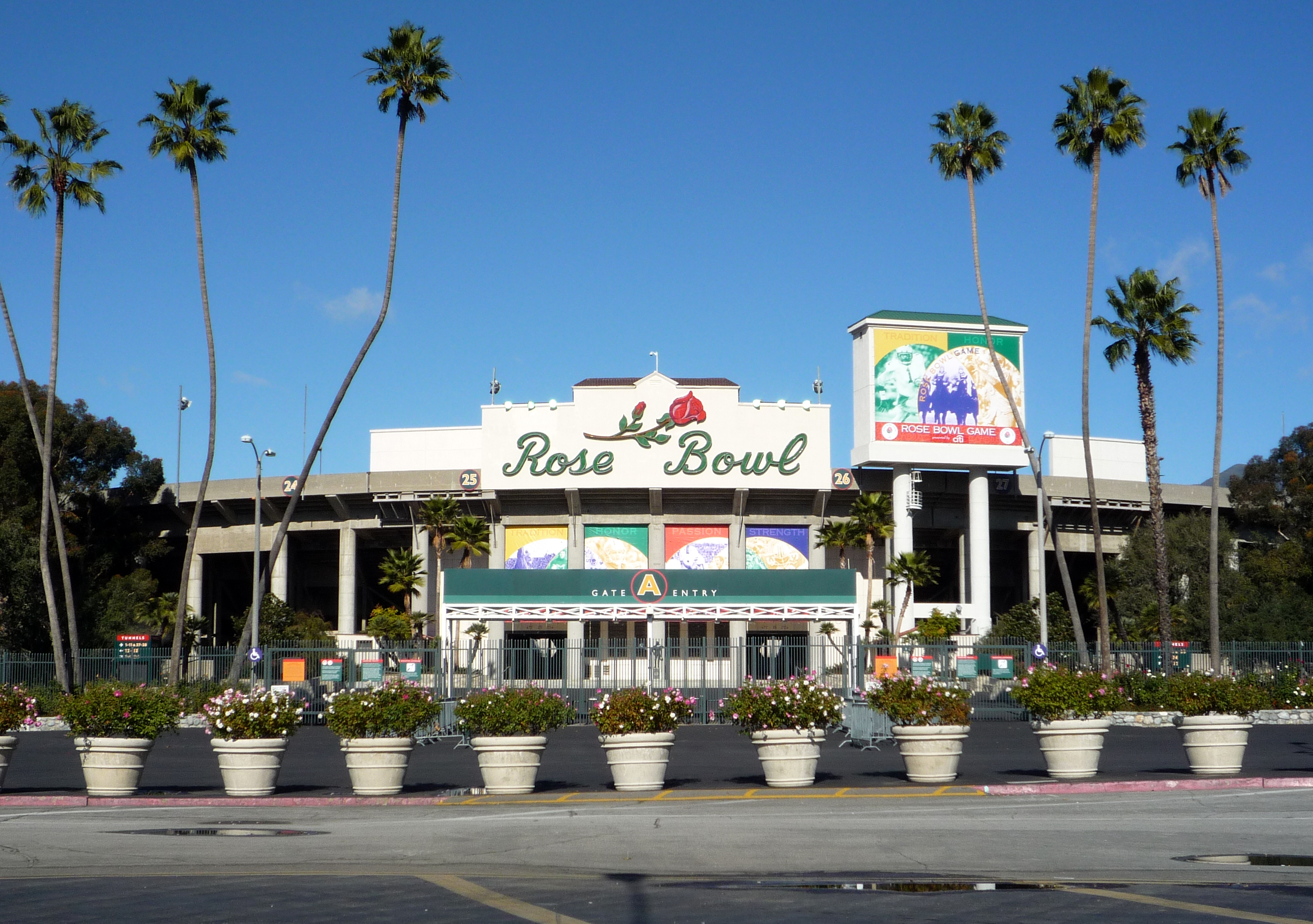
A főbejárat